# Joeri Hapers
Joeri Hapers, né le 23 octobre 1990 à Geel, est un joueur professionnel de squash représentant la Belgique. Il atteint le 118e rang mondial en mars 2023, son meilleur classement. Il est champion de Belgique à plusieurs reprises entre 2017 et 2024.

## Biographie
Aux championnats de Belgique 2017, il cause une grosse surprise en battant en finale et en cinq jeux Jan van den Herrewegen, classé plus de 100 places devant lui dans la hiérarchie mondiale.

## Palmarès

### Titres
- Championnats de Belgique : 4 titres (2017, 2022-2024)